# Grå starr
För gräsväxten, se gråstarr.
Grå starr, katarakt, är en grumling av den normalt helt genomskinliga ögonlinsen orsakat av att linsens celler dör och blir grå. Detta leder till att ljuset mer eller mindre hindras från att nå näthinnan. Det är en åldersförändring och ses därmed vanligast bland äldre, men det förekommer även på nyfödda och då är det viktigt med en tidig diagnos. Om diagnos inte sker innan barnet är tre månader blir förutsättningarna för att barnet ska kunna få en fungerande syn betydligt sämre. Symptomen är en långsamt uppträdande synnedsättning samt en ökad ljuskänslighet. 
Numera opereras patienter med katarakt. Det görs vanligtvis genom att man sönderdelar linsen med ultraljud för att sedan suga ut den och sätta in en syntetlins (en så kallad intraokulär lins, IOL). Operationen tar omkring tio minuter för en erfaren ögonkirurg och genomförs under lokalbedövning med ögondroppar. 
Antalet kataraktoperationer som görs årligen har i hela västvärlden ökat kraftigt sedan 1980-talet. Enligt Sveriges Ögonläkarförening utfördes 116 290 stycken kataraktoperationer år 2015. Det gör katarakt till den vanligaste operationsindikationen i Sverige.